# ウェスト・テキサスA&M大学
ウエスト・テキサスA&M大学（West Texas A&M University）は、テキサス州キャニオンにある州立大学。校名の "A&M" は "Agricultural and Mechanical" の略称であり、そのため日本語では「ウエスト・テキサス農工大学」と訳される場合がある。

## 概要
1910年に教員養成高等教育機関の「ウエスト・テキサス州立大学」として創立された伝統ある州立大学である。キャンパスはテキサス州アマリロ郊外のキャニオンにあり広大な面積を誇る。
有名プロレスラーを多数輩出しているが、レスリング部は無い。彼らの多くはアメリカン・フットボール部出身である。

## 主なOB、OG
- ドリー・ファンク・ジュニア
- テリー・ファンク
- ダスティ・ローデス
- ボビー・ダンカン
- ブルーザー・ブロディ
- スタン・ハンセン
- ティト・サンタナ
- テッド・デビアス
- タリー・ブランチャード
- マニー・フェルナンデス
- モーリス・チークス